# عدي شامير
عَدِي شامير (بالعبرية: עדי שמיר) وتلفظ آدي شامير (مواليد 6 يوليو 1952، تل أبيب، إسرائيل) هو عالم تعمية إسرائيلي وهو أحد مخترعي خوارزمية آر إس إيه (مع رونالد ريفست وليونارد أدليمان Leonard Adleman)، وشارك أيضاً في اختراع نظام تحديد فيج-فيات-شامير (بالإنجليزية: Feige-Fiat-Shamir Identification Scheme)‏ مع أورييل فيج Uriel Feige وعاموس فيات Amos Fiat. وهو أحد الرواد في مجال تحليل التعمية التفاضلي وقدم مساهمات عديدة في مجال التشفير وعلوم الحاسب الآلي.

## حياته
حاز عدي شامير بالمشاركة مع علماء الكمبيوتر الأمريكيين ليونارد م. أدلمان ورونالد ريفست على جائزة تورنغ لعام 2002، وهو أعلى تكريم في علوم الحاسب، على «مساهمتهم البارعة في تشفير المفتاح العام مفيد في الممارسة». حصل العلماء الثلاثة على براءة اختراع «التواصل المشفر النظام والتشفير (Cryptographic Communication System and Method)»، والمعروف باسم RSA، وحقوق براءات الاختراع ترجع إلى معهد ماساتشوستس للتكنولوجيا (MIT).
حصلت شامير على درجة البكالوريوس (1973) في الرياضيات من جامعة تل أبيب ودرجة الماجستير (1975) في علوم الحاسب والدكتوراه (1977) في علوم الحاسب من معهد وايزمان للعلوم. بعد عام من عمل ما بعد الدكتوراه في إنجلترا في جامعة ووريك، تابع شامير أبحاثه في معهد ماساتشوستس للتكنولوجيا (1977-1980) قبل أن ينضم إلى معهد وايزمان (1980-)، حيث كان أستاذ بول ومارلين بورمان في الرياضيات التطبيقية.
أثناء وجوده في معهد ماساتشوستس للتكنولوجيا، التقى شامير مع ليونارد أدليمان ورونالد ريفست، وفي عام 1977 أنتجوا أول نظام تشفير بالمفتاح العام باستخدام التوقيعات الرقمية. اعتمد تصميمهم لتشفير البيانات على الصعوبة الكبيرة لتحليل عوامل الضرب لعددين أوليين كبيرين، والتي تشكل مفتاح التشفير. في عام 1983 أسسوا RSA Data Security من أجل متابعة التطبيقات التجارية، مما أدى إلى إنشاء VeriSign، وهو نظام شهادات رقمي مستخدم على نطاق واسع على الإنترنت. يستخدم ملايين الأشخاص تشفير RSA لتأمين البريد الإلكتروني والمعاملات الرقمية الأخرى.
حصل شامير على أكثر من اثنتي عشرة براءة اختراع تتعلق بالتشفير وعلوم الحاسب. بالإضافة إلى جائزة تورنغ التي منحت للثلاثة شامير، أدلمان، وريفست في عام 2000 فقد مُنحوا من معهد مهندسي الكهرباء والإلكترونيات جائزة كوجي كوباياشي لأجهزة الكمبيوتر والاتصالات. ومن بين الجوائز الأخرى التي حصل عليها شامير جائزة الاتحاد الإسرائيلي للرياضيات في الرياضيات (1983)، وجائزة باريس كانيلاكيس للنظرية والتطبيق من جمعية الآلات الحاسوبية (1996)، وجائزة إسرائيل في علوم الكمبيوتر (2008). وفي عام 2017 حصل على جائزة اليابان في مجال الإلكترونيات والمعلومات والتكنولوجيا.